# Plumularia setaceiformis
Plumularia setaceiformis is een hydroïdpoliep uit de familie Plumulariidae. De poliep komt uit het geslacht Plumularia. Plumularia setaceiformis werd in 1915 voor het eerst wetenschappelijk beschreven door Mulder & Trebilcock. 